# Alan Dick
Alan Dick (ur. 15 kwietnia 1930 w Sunderlandzie, zm. 5 stycznia 2002 w Warwick) – brytyjski lekkoatleta, sprinter, medalista igrzysk Imperium Brytyjskiego i Wspólnoty Brytyjskiej w 1954.
Ukończył Keble College na Uniwersytecie Oksfordzkim.
Zajął 5. miejsce w sztafecie 4 × 400 metrów (w składzie: Leslie Lewis, Dick, Terence Higgins i Nick Stacey) oraz odpadł w ćwierćfinale biegu na 400 metrów na  igrzyskach olimpijskich w 1952 w Helsinkach.
Wystąpił jako reprezentant Anglii na igrzyskach Imperium Brytyjskiego i Wspólnoty Brytyjskiej w 1954 w Vancouver, gdzie zdobył złoty medal w sztafecie 4 × 440 jardów (która biegła w składzie: Dick, Derek Johnson, Peter Higgins i Peter Fryer), a także zajął 6. miejsce w  biegu na 440 jardów. Startując w barwach Wielkiej Brytanii odpadł w półfinale biegu na 400 metrów na mistrzostwach Europy w 1954 w Bernie, a brytyjska sztafeta 4 × 400 metrów w składzie: Peter Higgins, Dick, Fryer i Johnson została zdyskwalifikowana w finale za utrudnianie biegu innym zawodnikom (pierwotnie zajęła 1. miejsce).